# Katrin Meißner
Katrin Meißner (* 17. Januar 1973 in Berlin) ist eine ehemalige deutsche Schwimmerin. Sie startete für die DDR und für Deutschland.

## Werdegang
Ihren ersten internationalen Auftritt hatte sie 1987, als sie bei den Schwimmeuropameisterschaften mit der 4-mal-100-Meter-Freistilstaffel der DDR die Goldmedaille und über 50 Meter Freistil die Bronzemedaille gewann.

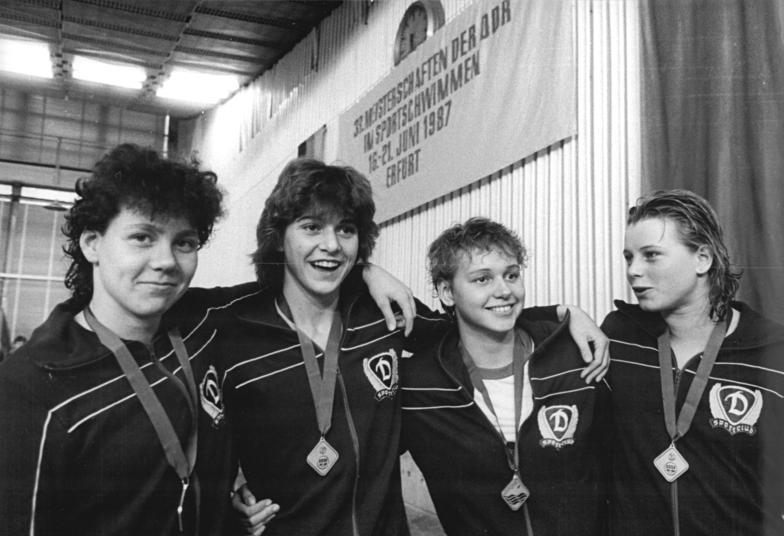
Jessika Reim, Katrin Meißner (Zweite von links), Manuela Stellmach und Kerstin Kielgaß am 16. Juni 1987 bei den 33. DDR-Meisterschaften im Sportschwimmen in Erfurt

Bei den Olympischen Spielen 1988 in Seoul wurde sie jeweils mit der 4-mal-100-Meter-Freistil- und der 4-mal-100-Meter-Lagenstaffel Olympiasiegerin. Über 50 Meter Freistil gewann sie die Bronzemedaille. Für diese Erfolge wurde sie mit dem Vaterländischen Verdienstorden in Gold ausgezeichnet. Bei den Olympischen Sommerspielen 1988 war sie zudem mit 15 Jahren die jüngste Teilnehmerin der DDR-Delegation.
Bei den Schwimmeuropameisterschaften 1989 folgte dann in Bonn der erste und auch einzige Titel im Einzelrennen, als sie über 100 Meter Freistil Europameisterin wurde. Später war sie vor allem als zuverlässige Staffelschwimmerin gefragt und gewann zahlreiche Medaillen bei Welt- und Europameisterschaften.
Auch nach der deutschen Wiedervereinigung konnte Meißner an ihre erfolgreiche Karriere wieder anknüpfen, wenn auch ein weiterer Einzeltitel ausblieb. Ihre größten Erfolge feierte sie mit den deutschen Freistil- und Lagenstaffeln. Einzig in Sheffield, bei den Kurzbahneuropameisterschaften 1998 über 50 Meter Freistil und in Fukuoka, bei den Schwimmweltmeisterschaften 2001 über 100 Meter Freistil gewann sie mit zwei Silbermedaillen Einzelmedaillen nach 1990.
2000 nahm Meißner nochmals bei den Olympischen Sommerspielen in Sydney teil. Dort wurde sie über die 50 Meter Freistil Elfte und mit der deutschen 4-mal-100-Meter-Freistil- und 4-mal-100-Meter-Lagenstaffel jeweils Vierte. Sie verpasste ihre vierte Olympiamedaille nur knapp; insbesondere mit der Freistilstaffel lag sie nur eine Hundertstelsekunde hinter der drittplatzierten schwedischen Staffel.

### DDR-Dopingprozess
Katrin Meißner trat im DDR-Dopingprozess vor dem Berliner Landgericht gegen ihre ehemaligen Trainer Volker Frischke und Dieter Lindemann auf. In der Anklageschrift steht, dass Lindemann unter anderem Katrin Meißner in den 1980er Jahren anabole Steroide verabreicht habe.

### Rekorde
Meißner stellte zahlreiche Welt- und Europarekorde auf, sowohl mit DDR-Staffel als auch mit der deutschen Staffel. Ihren einzigen Langbahnweltrekord konnte sie gemeinsam mit Petra Dallmann, Sandra Völker und Franziska van Almsick über 4-mal 100 Meter Freistil bei den Europameisterschaften 2002 in Berlin erschwimmen. Des Weiteren erreichte sie Kurzbahneuroparekorde über 4-mal 50 Meter, 4-mal 100 Meter Freistil und 4-mal 50 Meter Lagen.

### Rücktritt
Ihre Karriere beendete sie im Jahr 2004, nachdem sie sich bei den Deutschen Meisterschaften nicht für die Olympischen Spiele in Athen qualifizieren konnte. Seither schwimmt Katrin Meißner jährlich als „Ergänzungsschwimmerin“ für die Frauen-DMS-Mannschaft der Wasserfreunde Spandau 04. Sie ist seit 2005 auch Vizepräsidentin bei den Wasserfreunden Spandau 04.